# Campeonato Mundial de Ginástica Rítmica de 2021
O Campeonato Mundial de Ginástica Rítmica de 2021 foi realizado de 27 a 31 de outubro de 2021 em Kitakyushu, Japão.
Dina Averina quebrou o recorde de mais medalhas conquistadas no Campeonato Mundial de Ginástica Rítmica com 22 medalhas no total e também se tornou a primeira ginasta a ganhar quatro títulos mundiais. Alina Harnasko ganhou a medalha de ouro na fita, tornando-se a primeira campeã mundial individual não russa desde 2013 e a primeira campeã mundial individual bielorrussa desde 1996. O grupo russo conquistou seu quinto título mundial consecutivo.

## Países participantes
| Participantes        | Nações |
| -------------------- | --- |
| Grupo + 3 indivíduos | Azerbaijão Itália Japão Espanha Ucrânia Estados Unidos |
| Grupo + 2 indivíduos | Bielorrússia Brasil China Hungria Cazaquistão RGF |
| Grupo + 1 indivíduo  | Estónia Finlândia França Alemanha Grã-Bretanha Índia |
| 3 indivíduos         | México |
| 2 indivíduos         | Bulgária Geórgia Roménia Coreia do Sul Uzbequistão |
| 1 indivíduo          | Angola Armênia Austrália Áustria Bolívia Canadá Chile Colômbia Croácia Chipre Chéquia Gana · Grécia Guatemala Quirguistão Letônia Lituânia Noruega Polónia Portugal África do Sul Eslovênia San Marino Turquia |

## Calendário
- Quarta-feira, 27 de outubro
  - 10:00 - 17:40 Qualificatória Individual - Arco e Bola
  - 19:15 - 19:50 Final Individual Arco
  - 20:00 - 20:40 Final Individual Bola
- Terça-feira, 28 de outubro
  - 10:00 - 17:45 Qualificatória Individual - Maças e Fita
  - 19:15 - 19:50 Final Individual Maças
  - 20:00 - 20:40 Final Individual Fita
- Sexta-feira, 29 de outubro
  - 16:50 - 20:00 Grupos
- Sábado, 30 de outubro
  - 14:30 - 16:40 Individual Geral (grupo B)
  - 17:00 - 19:10 Individual Geral (grupo A)
- Domingo, 31 de outubro
  - 17:30 - 18:15 Final Grupos 5 Bolas
  - 18:20 - 19:10 Final Grupos 3 Arcos e 2 Pares de Maças
  - 20:20 - 20:40 Cerimônia de Encerramento

## Resumo de medalhas
| Evento                     | Ouro | Prata | Bronze |
| -------------------------- | --- | --- | --- |
| Competição por Equipes     | | | |
| Equipes[carece de fontes?] | RGF · Indivíduos · Arina Averina · Dina Averina · Grupo · Anastasia Bliznyuk · Polina Orlova · Angelina Shkatova · Alisa Tishchenko · Maria Tolkacheva | Itália · Indivíduos · Alexandra Agiurgiuculese · Milena Baldassarri · Sofia Raffaeli · Grupo · Martina Centofanti · Agnese Duranti · Alessia Maurelli · Daniela Mogurean · Martina Santandrea | Bielorrússia · Indivíduos · Alina Harnasko · Anastasiia Salos · Grupo · Hanna Haidukevich · Anastasiya Malakanava · Anastasiya Rybakova · Arina Tsitsilina · Karyna Yarmolenka |
| Finais Individuais         | | | |
| Individual Geral           | RGF Dina Averina | Alina Harnasko | RGF Arina Averina |
| Arco                       | RGF Dina Averina | Alina Harnasko | Sofia Raffaeli |
| Bola                       | RGF Dina Averina | RGF Arina Averina | Alina Harnasko |
| Maças                      | RGF Dina Averina | RGF Arina Averina | Anastasiia Salos |
| Fita                       | Alina Harnasko | RGF Dina Averina | RGF Arina Averina |
| Grupos                     | | | |
| Geral                      | RGF · Anastasia Bliznyuk · Polina Orlova · Angelina Shkatova · Alisa Tishchenko · Maria Tolkacheva                                                     | Itália · Martina Centofanti · Agnese Duranti · Alessia Maurelli · Daniela Mogurean · Martina Santandrea                                                                                       | Bielorrússia · Hanna Haidukevich · Anastasiya Malakanava · Anastasiya Rybakova · Arina Tsitsilina · Karyna Yarmolenka                                                          |
| 5 Bolas                    | RGF · Anastasia Bliznyuk · Polina Orlova · Angelina Shkatova · Alisa Tishchenko · Maria Tolkacheva                                                     | Itália · Martina Centofanti · Agnese Duranti · Alessia Maurelli · Daniela Mogurean · Martina Santandrea                                                                                       | Japão · Rina Imaoka · Rinako Inaki · Rie Matsubara · Sayuri Sugimoto · Ayuka Suzuki                                                                                            |
| 3 Arcos 4 Maças            | Itália · Martina Centofanti · Agnese Duranti · Alessia Maurelli · Daniela Mogurean · Martina Santandrea                                                | RGF · Anastasia Bliznyuk · Polina Orlova · Angelina Shkatova · Alisa Tishchenko · Maria Tolkacheva                                                                                            | Japão · Rina Imaoka · Rinako Inaki · Rie Matsubara · Sayuri Sugimoto · Ayuka Suzuki                                                                                            |

## Individual

### Qualificatória Individual
- As 8 melhores pontuações em aparelhos individuais qualificam-se para as finais de aparelhos e as 18 melhores pontuações da qualificatória geral avançam para a final geral.
- Apenas os 3 melhores resultados (negrito) são contados na pontuação total
- Apenas as 2 competidoras com melhor classificação de cada país podem se classificar para cada uma das finais.

| Pos. | Ginasta                    | Nação          |             |             |             |             | Total      |
| ---- | -------------------------- | -------------- | ----------- | ----------- | ----------- | ----------- | ---------- |
| 1    | Dina Averina               | RGF            | 27.850 (1)  | 28.875 (1)  | 28.450 (1)  | 23.800 (1)  | 85.175 (Q) |
| 2    | Arina Averina              | RGF            | 27.150 (3)  | 28.550 (2)  | 27.950 (2)  | 23.600 (2)  | 83.650 (Q) |
| 3    | Alina Harnasko             | Bielorrússia   | 27.250 (2)  | 27.225 (3)  | 27.200 (3)  | 23.500 (3)  | 81.675 (Q) |
| 4    | Boryana Kaleyn             | Bulgária       | 25.200 (4)  | 26.550 (4)  | 27.150 (4)  | 23.100 (4)  | 78.900 (Q) |
| 5    | Milena Baldassarri         | Itália         | 25.100 (5)  | 25.850 (6)  | 25.800 (7)  |             | 76.750 (Q) |
| 6    | Viktoriia Onopriienko      | Ucrânia        | 24.050 (8)  | 26.200 (5)  | 26.150 (6)  | 20.700 (12) | 76.400 (Q) |
| 7    | Khrystyna Pohranychna      | Ucrânia        | 24.450 (7)  | 25.100 (9)  | 25.550 (8)  | 21.750 (6)  | 75.100 (Q) |
| 8    | Sumire Kita                | Japão          | 23.950 (9)  | 25.650 (7)  | 24.400 (10) | 21.475 (9)  | 74.000 (Q) |
| 9    | Tatyana Volozhanina        | Bulgária       | 23.550 (13) | 25.450 (8)  | 23.700 (11) | 21.650 (7)  | 72.700 (Q) |
| 10   | Anastasiia Salos           | Bielorrússia   | 14.000 (62) | 23.750 (14) | 26.550 (5)  | 21.000 (11) | 71.300 (Q) |
| 11   | Jelizaveta Polstjanaja     | Letônia        | 23.950 (10) | 22.800 (18) | 23.450 (12) | 16.500 (40) | 70.200 (Q) |
| 12   | Sofia Raffaeli             | Itália         | 24.650 (6)  |             | 25.100 (9)  | 20.400 (16) | 70.150 (Q) |
| 13   | Bárbara Domingos           | Brasil         | 23.550 (12) | 23.750 (13) | 22.500 (17) | 20.500 (14) | 69.800 (Q) |
| 14   | Fanni Pigniczki            | Hungria        | 23.600 (11) | 24.450 (11) | 21.500 (28) | 21.050 (10) | 69.550 (Q) |
| 15   | Andreea Verdes             | Roménia        | 22.900 (15) | 22.400 (24) | 23.450 (13) | 19.450 (24) | 68.750 (Q) |
| 16   | Margarita Kolosov          | Alemanha       | 22.025 (19) | 23.875 (12) | 22.550 (15) | 20.200 (18) | 68.450 (Q) |
| 17   | Ekaterina Vedeneeva        | Eslovênia      | 22.750 (16) | 22.850 (17) | 22.800 (14) | 22.150 (5)  | 68.400 (Q) |
| 18   | Chisaki Oiwa               | Japão          | 20.750 (28) | 24.450 (10) | 22.150 (20) |             | 67.350 (Q) |
| 19   | Zhao Yue                   | China          | 23.100 (14) | 22.450 (23) | 21.800 (25) | 19.550 (22) | 67.350     |
| 20   | Maelle Millet              | França         | 22.700 (17) | 22.050 (29) | 22.550 (16) | 20.050 (20) | 67.300     |
| 21   | Elzhana Taniyeva           | Cazaquistão    | 21.650 (21) | 23.450 (15) | 21.450 (29) | 18.300 (31) | 66.550     |
| 22   | Annaliese Dragan           | Roménia        | 22.350 (18) | 21.750 (31) | 22.450 (18) | 18.600 (28) | 66.550     |
| 23   | Arzu Jalilova              | Azerbaijão     | 21.350 (23) | 22.600 (21) | 21.700 (27) |             | 65.650     |
| 24   | Zohra Aghamirova           | Azerbaijão     | 21.400 (22) | 21.150 (35) | 22.050 (21) | 19.950 (21) | 60.050     |
| 25   | Polina Berezina            | Espanha        | 20.450 (31) | 21.400 (32) | 21.900 (24) | 19.450 (23) | 63.750     |
| 26   | Malgorzata Roszatycka      | Polónia        | 21.200 (24) | 20.850 (36) | 21.350 (30) | 16.550 (39) | 63.400     |
| 27   | Kamelya Tuncel             | Turquia        | 20.900 (25) | 20.500 (38) | 21.900 (23) | 20.200 (19) | 63.300     |
| 28   | Wang Zilu                  | China          | 19.700 (35) | 21.150 (34) | 22.400 (19) | 18.250 (32) | 63.250     |
| 29   | Takhmina Ikromova          | Uzbequistão    | 20.750 (27) | 20.650 (37) | 21.800 (26) | 20.250 (17) | 63.200     |
| 30   | Evita Griskenas            | Estados Unidos | 19.950 (33) | 22.500 (22) | 19.950 (36) | 20.550 (13) | 63.000     |
| 31   | Dilnaz Bailenova           | Cazaquistão    | 18.950 (45) | 22.700 (19) | 20.950 (31) | 19.000 (27) | 62.650     |
| 32   | Viktoria Bogdanova         | Estónia        | 15.650 (59) | 22.350 (25) | 20.850 (32) | 18.550 (30) | 61.750     |
| 33   | Maria Dervisi              | Grécia         | 20.000 (32) | 22.650 (20) | 18.450 (46) | 19.100 (26) | 61.750     |
| 34   | Ketevan Arbolishvili       | Geórgia        | 19.850 (34) | 22.050 (28) | 19.750 (39) | 19.100 (25) | 61.650     |
| 35   | Ana Luisa Passos           | Brasil         | 20.900 (26) | 22.150 (27) | 17.850 (51) | 17.200 (38) | 60.900     |
| 36   | Alexandra Kiroi-Bogatyreva | Austrália      | 20.750 (29) | 20.000 (42) | 19.050 (42) | 17.550 (33) | 59.800     |
| 37   | Josephine Juul Møller      | Noruega        | 18.925 (46) | 20.450 (39) | 20.250 (33) | 17.375 (37) | 59.625     |
| 38   | Teresa Gorospe             | Espanha        | 18.400 (49) | 18.650 (50) | 22.000 (22) | 17.450 (36) | 59.050     |
| 39   | Fausta Sostakaite          | Lituânia       | 19.050 (43) | 19.500 (46) | 20.200 (34) | 16.025 (46) | 58.750     |
| 40   | Rita Araujo                | Portugal       | 19.575 (37) | 19.750 (44) | 19.000 (43) | 16.200 (44) | 58.325     |
| 41   | Elisabeth Jamil            | Finlândia      | 19.000 (44) | 19.200 (47) | 20.000 (35) | 15.850 (48) | 58.200     |
| 42   | Katherine Uchida           | Canadá         | 20.550 (30) | 19.750 (43) | 16.750 (58) | 17.450 (34) | 57.750     |
| 43   | Kim Joowon                 | Coreia do Sul  | 19.250 (41) | 20.100 (41) | 17.900 (49) | 16.150 (45) | 57.250     |
| 44   | Marfa Ekimova              | Grã-Bretanha   | 19.350 (39) | 17.800 (53) | 19.875 (38) | 11.600 (59) | 57.025     |
| 45   | Lina Dussan                | Colômbia       | 18.800 (47) | 19.150 (48) | 18.950 (44) | 16.400 (42) | 56.900     |
| 46   | Silva Sargsyan             | Armênia        | 19.300 (40) | 16.650 (5)  | 19.900 (37) | 17.450 (35) | 56.650     |
| 47   | Seo Goeun                  | Coreia do Sul  | 16.800 (56) | 21.250 (33) | 18.200 (47) | 15.300 (50) | 56.250     |
| 48   | Aisha Izabekova            | Quirguistão    | 18.650 (48) | 18.450 (51) | 18.800 (45) | 14.200 (54) | 55.900     |
| 49   | Karla Díaz                 | México         | 19.600 (36) | 17.650 (54) | 17.850 (50) | 15.000 (53) | 55.100     |
| 50   | Gaia Garoffolo             | Chéquia        | 18.200 (50) | 20.150 (40) | 16.400 (59) | 15.850 (47) | 54.750     |
| 51   | Javiera Rubilar            | Chile          | 16.500 (57) | 19.650 (45) | 17.450 (52) | 15.150 (51) | 53.600     |
| 52   | Ana Bejiashvili            | Geórgia        | 17.225 (53) | 17.850 (52) | 17.300 (54) | 16.300 (43) | 52.375     |
| 53   | Valentina Domenig-Ozimic   | Áustria        | 18.100 (51) | 16.150 (59) | 17.900 (48) | 10.500 (61) | 52.150     |
| 54   | Anna Sokolova              | Chipre         | 16.000 (58) | 18.950 (49) | 17.050 (55) | 15.350 (49) | 52.000     |
| 55   | Antonella Genuzio          | Bolívia        | 17.200 (54) | 17.000 (55) | 17.400 (53) | 5.100 (63)  | 51.600     |
| 56   | Lana Sambol                | Croácia        | 19.200 (42) | 15.350 (61) | 17.000 (56) | 11.750 (58) | 51.550     |
| 57   | Lucia Castiglioni          | San Marino     | 17.250 (52) | 16.550 (58) | 16.900 (57) | 15.050 (52) | 50.700     |
| 58   | Shannon Gardiner           | África do Sul  | 16.850 (55) | 16.800 (56) | 16.100 (60) | 14.000 (55) | 49.750     |
| 59   | Leslie Porras Osorio       | Guatemala      | 15.400 (60) | 15.450 (60) | 13.900 (61) | 10.950 (60) | 44.750     |
| 60   | Luana Gomes                | Angola         | 14.575 (61) | 14.800 (62) | 13.900 (62) | 13.325 (57) | 43.275     |
| 61   | Bavleen Kaur               | Índia          | 10.750 (63) | 11.000 (63) | 13.750 (63) | 9.800 (62)  | 35.500     |
| –    | Alexandra Agiurgiuculese   | Itália         |             | 23.150 (16) |             | 21.525 (8)  |            |
| –    | Erica Foster               | Estados Unidos |             | 22.200 (26) | 19.200 (41) |             |            |
| –    | Marina Malpica             | México         |             | 22.050 (30) | 19.300 (40) |             |            |
| –    | Lili Mizuno                | Estados Unidos | 21.750 (20) |             |             | 18.600 (29) |            |
| –    | Kaho Minagawa              | Japão          |             |             |             | 20.400 (15) |            |
| –    | Damaris Juarez             | México         | 19.550 (38) |             |             | 13.850 (56) |            |
| –    | Narmin Bayramova           | Azerbaijão     |             |             |             | 16.475 (41) |            |

### Individual Geral
| Pos. | Ginasta                | Nação        |        |        |        |        | Total   |
| ---- | ---------------------- | ------------ | ------ | ------ | ------ | ------ | ------- |
| 1    | Dina Averina           | RGF          | 28.000 | 28.250 | 28.700 | 23.450 | 108.400 |
| 2    | Alina Harnasko         | Bielorrússia | 27.150 | 27.900 | 27.400 | 22.850 | 105.300 |
| 3    | Arina Averina          | RGF          | 24.150 | 28.050 | 27.450 | 23.550 | 103.200 |
| 4    | Boryana Kaleyn         | Bulgária     | 26.400 | 27.700 | 25.850 | 22.500 | 102.450 |
| 5    | Viktoriia Onopriienko  | Ucrânia      | 25.250 | 25.200 | 26.400 | 22.800 | 99.650  |
| 6    | Sofia Raffaeli         | Itália       | 25.550 | 25.950 | 25.900 | 22.125 | 99.525  |
| 7    | Tatyana Volozhanina    | Bulgária     | 24.700 | 24.600 | 25.200 | 22.100 | 96.600  |
| 8    | Sumire Kita            | Japão        | 25.100 | 25.450 | 24.300 | 21.600 | 96.450  |
| 9    | Milena Baldassarri     | Itália       | 24.450 | 25.800 | 26.050 | 19.800 | 96.100  |
| 10   | Anastasiia Salos       | Bielorrússia | 20.250 | 26.400 | 26.500 | 22.300 | 95.450  |
| 11   | Khrystyna Pohranychna  | Ucrânia      | 23.350 | 24.225 | 25.100 | 22.350 | 95.025  |
| 12   | Ekaterina Vedeneeva    | Eslovênia    | 23.150 | 24.000 | 23.900 | 22.450 | 93.500  |
| 13   | Chisaki Oiwa           | Japão        | 23.950 | 24.300 | 23.350 | 21.800 | 93.400  |
| 14   | Fanni Pigniczki        | Hungria      | 23.400 | 24.200 | 21.900 | 20.950 | 90.450  |
| 15   | Jelizaveta Polstjanaja | Letônia      | 23.950 | 23.350 | 21.950 | 19.200 | 88.450  |
| 16   | Margarita Kolosov      | Alemanha     | 21.800 | 23.000 | 22.800 | 20.450 | 88.050  |
| 17   | Bárbara Domingos       | Brasil       | 22.750 | 23.000 | 22.700 | 19.300 | 87.750  |
| 18   | Andreea Verdes         | Roménia      | 21.500 | 20.950 | 22.450 | 20.250 | 85.150  |

### Arco
| Pos. | Ginasta               | Nação        | Nota D | Nota E | Pen.  | Total  |
| ---- | --------------------- | ------------ | ------ | ------ | ----- | ------ |
| 1    | Dina Averina          | RGF          | 18.800 | 9.000  | -0.05 | 27.750 |
| 2    | Alina Harnasko        | Bielorrússia | 17.200 | 8.750  |       | 25.950 |
| 3    | Sofia Raffaeli        | Itália       | 17.500 | 8.350  |       | 25.850 |
| 4    | Boryana Kaleyn        | Bulgária     | 17.200 | 8.500  |       | 25.700 |
| 5    | Milena Baldassarri    | Itália       | 17.000 | 8.450  |       | 25.450 |
| 6    | Arina Averina         | RGF          | 16.800 | 8.150  |       | 24.950 |
| 7    | Khrystyna Pohranychna | Ucrânia      | 16.600 | 8.200  |       | 24.800 |
| 8    | Viktoriia Onopriienko | Ucrânia      | 16.000 | 8.350  |       | 24.350 |

### Bola
| Pos. | Ginasta               | Nação        | Nota D | Nota E | Pen.  | Total  |
| ---- | --------------------- | ------------ | ------ | ------ | ----- | ------ |
| 1    | Dina Averina          | RGF          | 20.100 | 9.025  |       | 29.125 |
| 2    | Arina Averina         | RGF          | 18.700 | 8.975  |       | 27.675 |
| 3    | Alina Harnasko        | Bielorrússia | 18.300 | 9.000  |       | 27.300 |
| 4    | Boryana Kaleyn        | Bulgária     | 18.100 | 8.300  | -0.05 | 26.350 |
| 5    | Sumire Kita           | Japão        | 17.800 | 8.250  |       | 26.050 |
| 6    | Milena Baldassarri    | Itália       | 17.700 | 8.150  |       | 25.850 |
| 7    | Tatyana Volozhanina   | Bulgária     | 17.400 | 8.100  | -0.15 | 25.350 |
| 8    | Viktoriia Onopriienko | Ucrânia      | 14.400 | 5.600  | -0.90 | 19.100 |

### Maças
| Pos. | Ginasta               | Nação        | Nota D | Nota E | Pen.  | Total  |
| ---- | --------------------- | ------------ | ------ | ------ | ----- | ------ |
| 1    | Dina Averina          | RGF          | 18.200 | 8.900  |       | 27.100 |
| 2    | Arina Averina         | RGF          | 18.100 | 8.650  |       | 26.750 |
| 3    | Anastasiia Salos      | Bielorrússia | 17.800 | 8.600  |       | 26.400 |
| 4    | Boryana Kaleyn        | Bulgária     | 18.300 | 7.900  |       | 26.200 |
| 5    | Alina Harnasko        | Bielorrússia | 17.600 | 8.500  |       | 26.100 |
| 6    | Milena Baldassarri    | Itália       | 17.300 | 8.700  |       | 26.000 |
| 7    | Viktoriia Onopriienko | Ucrânia      | 17.500 | 8.050  |       | 25.550 |
| 8    | Khrystyna Pohranychna | Ucrânia      | 17.300 | 7.575  | -0.30 | 24.575 |

### Fita
| Pos. | Ginasta                  | Nação        | Nota D | Nota E | Pen. | Total  |
| ---- | ------------------------ | ------------ | ------ | ------ | ---- | ------ |
| 1    | Alina Harnasko           | Bielorrússia | 15.000 | 8.950  |      | 23.950 |
| 2    | Dina Averina             | RGF          | 14.700 | 9.200  |      | 23.900 |
| 3    | Arina Averina            | RGF          | 14.400 | 9.050  |      | 23.450 |
| 4    | Khrystyna Pohranychna    | Ucrânia      | 13.600 | 8.350  |      | 21.950 |
| 5    | Tatyana Volozhanina      | Bulgária     | 13.800 | 8.100  |      | 21.900 |
| 6    | Alexandra Agiurgiuculese | Itália       | 14.000 | 7.500  |      | 21.500 |
| 7    | Ekaterina Vedeneeva      | Eslovênia    | 13.300 | 8.150  |      | 21.450 |
| 8    | Boryana Kaleyn           | Bulgária     | 13.600 | 7.400  |      | 21.000 |

## Grupos

### Geral
As 8 melhores pontuações do aparelho se qualificam para as finais do aparelho de grupo.
Fonte:
| Pos. | Nação          | 5           | 3 + 2       | Total  |
| ---- | -------------- | ----------- | ----------- | ------ |
| 1    | RGF            | 46.250 (1)  | 42.100 (1)  | 88.350 |
| 2    | Itália         | 44.350 (4)  | 41.650 (2)  | 86.000 |
| 3    | Bielorrússia   | 44.900 (3)  | 40.500 (3)  | 85.400 |
| 4    | Japão          | 45.000 (2)  | 39.900 (5)  | 84.900 |
| 5    | China          | 42.250 (5)  | 39.950 (4)  | 82.200 |
| 6    | Azerbaijão     | 39.600 (6)  | 38.000 (8)  | 77.600 |
| 7    | Alemanha       | 38.050 (9)  | 37.700 (9)  | 75.750 |
| 8    | Ucrânia        | 37.350 (11) | 38.350 (7)  | 75.700 |
| 9    | Brasil         | 39.450 (7)  | 36.000 (11) | 75.450 |
| 10   | Estados Unidos | 37.500 (10) | 36.600 (10) | 74.100 |
| 11   | França         | 38.600 (8)  | 35.400 (12) | 74.000 |
| 12   | Espanha        | 34.800 (12) | 39.150 (6)  | 73.950 |
| 13   | Estônia        | 34.450 (13) | 34.550 (13) | 69.000 |
| 14   | Hungria        | 33.150 (14) | 33.250 (15) | 66.400 |
| 15   | Finlândia      | 29.800 (15) | 34.150 (14) | 63.950 |
| 16   | Cazaquistão    | 28.500 (16) | 29.950 (16) | 58.450 |
| 17   | Grã-Bretanha   | 27.200 (17) | 27.100 (17) | 54.300 |
| 18   | Índia          | 16.650 (18) | 13.450 (18) | 30.100 |

### 5 Bolas
Fonte
| Pos. | Nação        | Nota E | Nota D | Pen. | Total  |
| ---- | ------------ | ------ | ------ | ---- | ------ |
| 1    | RGF          | 8.600  | 37.400 |      | 46.000 |
| 2    | Itália       | 8.700  | 36.900 |      | 45.600 |
| 3    | Japão        | 8.200  | 36.300 |      | 44.500 |
| 4    | Bielorrússia | 7.600  | 36.500 |      | 44.100 |
| 5    | China        | 8.650  | 33.800 |      | 42.450 |
| 6    | Azerbaijão   | 7.050  | 31.100 |      | 38.050 |
| 7    | Brasil       | 7.450  | 30.200 |      | 37.650 |
| 8    | França       | 6.800  | 29.100 |      | 35.900 |

### 3 Arcos + 4 Maças
Source:
| Pos. | Nação        | Nota E | Nota D | Pen.  | Total  |
| ---- | ------------ | ------ | ------ | ----- | ------ |
| 1    | Itália       | 8.575  | 33.700 |       | 42.275 |
| 2    | RGF          | 7.750  | 33.200 |       | 40.950 |
| 3    | Japão        | 7.200  | 33.700 |       | 40.900 |
| 4    | China        | 8.550  | 32.300 |       | 40.850 |
| 5    | Espanha      | 7.000  | 31.900 | -0.05 | 38.850 |
| 6    | Azerbaijão   | 7.050  | 31.700 |       | 38.750 |
| 7    | Ucrânia      | 7.450  | 31.100 |       | 38.550 |
| 8    | Bielorrússia | 6.950  | 30.200 |       | 37.150 |

## Equipes

### Classificação por equipes combinada
Fonte:
| Place | Nation         |        |        |        |        | 5      | 3 + 2  | Total   |
| ----- | -------------- | ------ | ------ | ------ | ------ | ------ | ------ | ------- |
| 1     | RGF            | 55.000 | 57.425 | 56.400 | 47.400 | 46.250 | 42.100 | 304.575 |
| 2     | Itália         | 49.750 | 49.000 | 50.900 | 41.925 | 44.350 | 41.650 | 277.575 |
| 3     | Bielorrússia   | 41.250 | 50.975 | 53.750 | 44.500 | 44.900 | 40.500 | 275.875 |
| 4     | Ucrânia        | 48.500 | 51.300 | 51.700 | 42.450 | 37.350 | 38.350 | 269.650 |
| 5     | Japão          | 44.700 | 50.100 | 46.550 | 41.875 | 45.000 | 39.900 | 268.125 |
| 6     | China          | 42.800 | 43.600 | 44.200 | 37.800 | 42.250 | 39.950 | 250.600 |
| 7     | Azerbaijão     | 42.750 | 43.750 | 43.750 | 36.425 | 39.600 | 38.000 | 244.275 |
| 8     | Brasil         | 44.450 | 45.900 | 40.350 | 37.700 | 39.450 | 36.000 | 243.850 |
| 9     | Estados Unidos | 41.700 | 44.700 | 39.150 | 39.150 | 37.500 | 36.600 | 238.800 |
| 10    | Espanha        | 38.850 | 40.050 | 43.900 | 36.900 | 34.800 | 39.150 | 233.650 |
| 11    | Cazaquistão    | 40.600 | 46.150 | 42.400 | 37.300 | 28.500 | 29.950 | 224.900 |

## Quadro de medalhas
*   país anfitrião (Japão)
| Pos.               | País               | Ouro | Prata | Bronze | Total |
| ------------------ | ------------------ | ---- | ----- | ------ | ----- |
| 1                  | Rússia             | 7    | 4     | 2      | 13    |
| 2                  | Itália             | 1    | 3     | 1      | 5     |
| 3                  | Bielorrússia       | 1    | 2     | 4      | 7     |
| 4                  | Japão              | 0    | 0     | 2      | 2     |
| Total (4 entradas) | Total (4 entradas) | 9    | 9     | 9      | 27    |